# Verbo-soggetto-oggetto
In tipologia linguistica, si dice che una lingua è VSO quando le frasi seguono, generalmente, un ordine verbo-soggetto-oggetto. L'ordine VSO compare nel 15% delle lingue. Una frase d'esempio che utilizza questa sintassi è: Legge Mario un libro (in italiano la stessa frase seguirebbe una sintassi soggetto-verbo-oggetto traducendosi in: Mario legge un libro).
Esempi di lingue con un ordine delle parole VSO includono la branca gaelica delle lingue celtiche (vale a dire irlandese, gaelico scozzese e manx), e alcune lingue brittoniche con esse imparentate: gallese e cornico ma non il bretone (ordine SVO); inoltre molte lingue semitiche come l'ebraico biblico, l'aramaico, l'arabo classico, il ge'ez, alcune lingue camitiche come l'egiziano antico e il berbero; e inoltre il panggasinan, il maya classico, il tagalog, l'hawaiiano, il māori e il tongano.
Nonostante l'arabo standard (e classico) segua l'ordine VSO, nei dialetti moderni è in genere più usato l'ordine SVO, specialmente in arabo egiziano e arabo marocchino.

## Interrogazione e Dislocazione
In inglese, francese, spagnolo, friulano, ladino, veneto ed in diversi dialetti galloitalici si può inoltre invertire l'ordine del soggetto e del verbo delle domande nell'ordine VSO (ad esempio la frase "mange-t-il des oranges?" si traduce letteralmente con "mangia egli delle arance?"). 
Le lingue che usano un ordine VSO nelle domande sono soprattutto lingue germaniche e lingue romanze influenzate dal germanico. Anche in italiano è possibile esprimere domande, soprattutto se solenni o formali, con l'ordine VSO: "vuoi tu prendere in moglie...?", "volete voi abrogare la legge..."; in italiano l'espressione del pronome soggetto in questi casi è pleonastica ed è quindi altamente probabile che queste formule siano calchi dall'inglese resi popolari dal doppiaggese.
Alcune lingue SVO (soggetto-verbo-oggetto) utilizzano l'ordine VSO nella dislocazione, solitamente per aumentare l'enfasi della frase. Per esempio, in italiano e nella poesia inglese a volte è possibile trovare frasi con un ordine VSO (es. "Pago io la cena!").
In arabo le frasi possono seguire sia un ordine SVO che un ordine VSO a seconda se si desideri dare maggior importanza al soggetto o al verbo.

## Linguaggi di programmazione
L'ordine delle parole corrisponde approssimativamente all'ordine dei simboli nella notazione polacca (non inversa) o alle S-expression del linguaggio di programmazione Lisp.

In Lisp, 2+3 si scrive (+ 2 3). E 2+3*4 si scrive (+ 2 (* 3 4)). 

Il COBOL lo è parzialmente con un ordine come Add A to B giving C.